# Rácalmás
Rácalmás es una ciudad de Transdanubia Central, en el condado de Fejér, Hungría. Ubicada en el margen derecho del río Danubio, unos 61 km al sur de Budapest.
El nombre Rácalmás deriva de un recolector de manzanas serbio ("Rác", del medieval "Raška"). Además, hay un árbol blanco llamado manzano Holmar, en una zona verde junto a un lago del pueblo.

## Ciudades hermanadas
Rácalmás está hermanada con: 
- Dransfeld, Alemania